# Локарно
Лока̀рно (на италиански: Locarno) е курортен град в Югоизточна Швейцария, главен административен център на едноименния окръг Локарно.

## География
Разположен е на северния бряг на езерото Лаго Маджоре около устието на река Маджа на около 20 км от границата с Италия. Населението му е 15 455 души по данни от преброяването през 2009 г.

## История
Първите сведения за града като населено място датират от 789 г. Локарнски договори за реабилитиране на Германия след Първата световна война 1925 г.

## Икономика
Голям балнеологичен курорт. Има железопътна гара и летище.

## Спорт
Представителният футболен отбор на града е на ФК „Локарно“. Дългогодишен участник е в Швейцарската чалъндж лига.

## Личности
Починали
- Патриша Хайсмит (1921 – 1995), американска писателка